# سیاست (فیلم ۲۰۱۹)
سیاست (لهستانی: Polityka) یک فیلم درام لهستانی به کارگردانی یاتسک بورتسوخ است که در سال ۲۰۱۹ منتشر شد.

## گزیدهٔ بازیگران
- ایوونا بیلسکا
- آندژی گرابوفسکی
- یانوش خابیور
- مارچین بوساک
- اِوا کاسپژیک
- تادئوش خودتسکی
- زبیگنیف زاماخوفسکی
- آنتونی کرولیکوفسکی
- زبیگنیف سوشنسکی
- دانیل اولبریخسکی
- توماش ساپریک
- ماچئی اشتور
- آنا کارچمارچیک
- توماش اُشویه‌چینسکی